# Shikokuconocephalopsis
Shikokuconocephalopsis är ett släkte av insekter. Shikokuconocephalopsis ingår i familjen vårtbitare.
Kladogram enligt Catalogue of Life:
| Shikokuconocephalopsis | \| \| Shikokuconocephalopsis ishizuchiensis \| \| \| \| \| \| Shikokuconocephalopsis onigajyoensis \| \| \| \| \| \| Shikokuconocephalopsis shimantoensis \| \| \| \| |
|                        | \| \| Shikokuconocephalopsis ishizuchiensis \| \| \| \| \| \| Shikokuconocephalopsis onigajyoensis \| \| \| \| \| \| Shikokuconocephalopsis shimantoensis \| \| \| \| |
|                        | Shikokuconocephalopsis ishizuchiensis |
|                        | |
|                        | Shikokuconocephalopsis onigajyoensis |
|                        | |
|                        | Shikokuconocephalopsis shimantoensis |
|                        | |